# Extaze. Literair tijdschrift
Extaze. Literair tijdschrift (ook: Literair tijdschrift Extaze) was een kwartaalschrift gewijd aan literair en beeldend werk van Nederlandse en Belgische schrijvers en kunstenaars. Het ontleende zijn titel aan de in 1892 verschenen roman Extaze. Een boek van geluk van Louis Couperus.

## Geschiedenis
In april 2011 verscheen het 0-nummer van Extaze. Tijdens het Louis Couperusjaar 2013 ter gelegenheid van de 150e geboortedag van de schrijver verscheen er op 18 april 2013 een geheel aan de schrijver Louis Couperus (1863-1923) gewijd nummer. Dit speciale nummer werd, net als ieder nieuw nummer van het tijdschrift, gepresenteerd in Pulchri Studio in Den Haag.
In november 2019 verscheen het 32ste en laatste nummer van Extaze, dat op 1 januari 2020 officieel ophield te bestaan.